# Democratische Republiek Hongarije
De Democratische Republiek Hongarije was een onafhankelijke republiek uitgeroepen in 1918 na het ineenstorten van het keizerrijk Oostenrijk-Hongarije.
Op 31 oktober 1918, kort voor het einde van de Eerste Wereldoorlog, brak er een revolutie uit in Boedapest, de zogenaamde Asterrevolutie. De Democratische Republiek Hongarije werd op 16 november van dat jaar officieel uitgeroepen en Mihály Károlyi werd president. Hierdoor werd Hongarije, sinds eeuwen onder Habsburgse hiërarchie, voor het eerst onafhankelijk. Na een nieuwe revolutie op 21 maart 1919 werd de democratische republiek ontbonden en vervangen door de Hongaarse Radenrepubliek onder leiding van Béla Kun.